# Jehuda Lancry
Jehuda Lancry (hebr.: יהודה לנקרי, ang.: Yehuda Lancry, ur. 25 września 1947 w Maroku) – izraelski literaturoznawca, samorządowiec, dyplomata i polityk, w latach 1992–1995 ambasador we Francji, w latach 1996–1999 poseł do Knesetu.

## Życiorys
Urodził się 25 września 1947 w Maroku. Ukończył szkołę średnią w Casablance. W 1965 wyemigrował do Izraela.
Służbę wojskową zakończył w stopniu starszego sierżanta. Uzyskał doktorat z literatury francuskiej na Uniwersytecie w Hajfie oraz na Uniwersytecie w Nicei.
W latach 1983–1992 stał na czele samorządu lokalnego Szelomi, w latach 1991–1992 kierował drugim kanałem izraelskiej telewizji. W 1992 został ambasadorem Izraela we Francji, pozostał na stanowisku do 1995.
W wyborach w 1996 został wybrany posłem z listy Likud-Geszer-Comet. W czternastym Knesecie był zastępcą przewodniczącego i kierował komisją etyki. Zasiadał także w komisjach spraw zagranicznych i obrony oraz edukacji i kultury. W wyborach w 1999 utracił miejsce w parlamencie.
Jest autorem dwóch pozycji książkowych oraz licznych artykułów w prasie izraelskiej i zagranicznej na tematy kulturalne i polityczne.